# 馬縞
马缟（857年—936年6月1日），唐朝末年至五代十国后梁、后唐官员。
马缟少年时学儒，以明经及第，登拔萃、宏词之科。在后梁，担任太常修撰，历任尚书郎，参知礼院事，升为太常少卿，以知礼著称。梁代诸王纳嫔，公主下嫁，都在宫殿门庭行揖让之礼，马缟以为不合礼法，上疏加以阻止，大家都赞成他。唐庄宗时，担任中书舍人、刑部侍郎、权判太常卿。唐明宗入立，继承唐太祖、唐庄宗，而不立亲庙。马缟上言：“汉代诸侯王入继统，必别立亲庙，光武皇帝立四庙在南阳，请如同汉朝旧例，立庙以申明孝道祭祀。”明宗让大臣议论，礼部尚书萧顷等人请如马缟所议。宰相郑珏等引汉朝桓、灵为比照，说汉灵帝尊其祖解渎亭侯刘淑为孝元皇，父刘苌为孝仁皇，请下令有司定谥号，四代祖考为皇，设置园陵如汉朝旧例。太常博士王丕说汉桓帝尊祖为孝穆皇帝，父为孝崇皇帝。马缟说孝穆、孝崇的尊号有皇而无帝，只有吴国孙皓尊其父孙和为文皇帝，不可效法。右仆射李琪等同意马缟。明宗认为从秦始皇以来就称皇帝，不愿意自己总皇帝二字，而惜一字于先人。命宰臣集会百官，各陈所见。李琪等请尊父祖为皇帝，曾高为皇。宰相郑珏等议上奏，议者引古，以汉为据，但汉朝的制度，又依据什么。开元时，尊皋陶为德明皇帝，凉武昭王为兴圣皇帝。请四代祖考都加帝号，而立庙京师。唐明宗同意加帝号，立庙在应州。马缟在明宗时因为覆核刑狱不当，贬为绥州司马。后来复任为太子宾客，长兴四年（933年），为户部侍郎。后来担任兵部侍郎。卢文纪为相，鄙视他是迂儒，让他任改国子祭酒。他八十岁形气不衰。但是能忘事，说元稹没有考进士，是因为其父元鲁山名元进之故。刘岳修《书仪》，其所增减，都取决于马缟。马缟认为叔嫂之间没有丧服。唐太宗时，以兄弟之亲，不应无服，议定弟弟为兄之妻服小功五月，当时有司给的丧假是大功九月，不合适。唐末帝让大臣议论，太常博士段颙、右赞善大夫赵咸认为应该遵从令文。司封郎中曹琛建议，审定礼书、令文不同之处。左仆射刘昫等建议，丧服皆以《开元礼》为定，太常草拟五服制度，附在令文中。清泰三年五月初九丁酉日，马缟去世后，赠兵部尚书。